# Nortkerque
Nortkerque (prononcé [nɔʁ(t)kɛʁk] ; en néerlandais : Noordkerke) est une commune française située dans le département du Pas-de-Calais en région Hauts-de-France. Ses habitants sont appelés les Nortkerquois. La commune est membre de la communauté de communes de la Région d'Audruicq.
Nortkerque appartient à l'ancien pays de Bredenarde.

## Géographie

### Localisation
Localisée dans le nord-est du département du Pas-de-Calais, Nortkerque est un bourg rural situé, à vol d'oiseau, à 4 km à l'ouest de la commune d’Audruicq, dont elle est limitrophe, et à 15 km au sud-est de la commune de Calais (chef-lieu d'arrondissement).
Le territoire de la commune est limitrophe de ceux de sept communes.
Les communes limitrophes sont Offekerque, Zutkerque, Nielles-lès-Ardres, Ardres, Audruicq, Guemps et Nouvelle-Église.

### Géologie et relief
La superficie de la commune est de 13,19 km2 ; son altitude varie de 3  à   25 m.

### Hydrographie
Le territoire de la commune est situé dans le bassin Artois-Picardie.
La commune est traversée par :
- la rivière de Nielles, un cours d'eau naturel non navigable de 7,8 km, qui prend sa source dans la commune de Louches et qui se jette dans le canal de Calais au niveau de la commune d'Ardres[5] ;

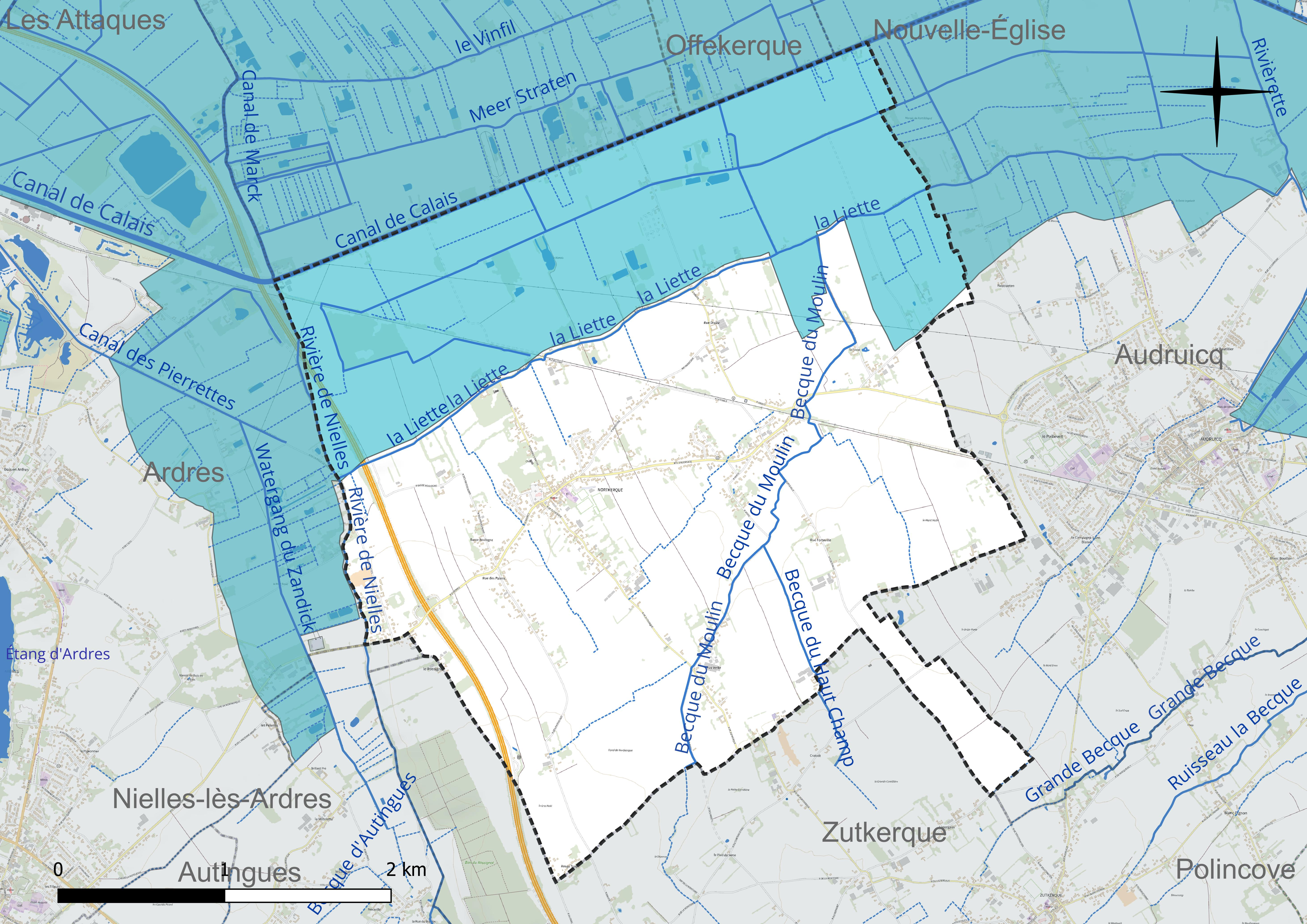
Réseau hydrographique de Nortkerque.

- la Liette, cours d'eau naturel non navigable de 5,06 km, qui prend sa source dans la commune et se jette dans la Rivière de Nielles au niveau de la commune de Nortkerque[6].

### Climat
Pour des articles plus généraux, voir Climat des Hauts-de-France et Climat du Nord-Pas-de-Calais.
En 2010, le climat de la commune est de type climat océanique altéré, selon une étude du CNRS s'appuyant sur une série de données couvrant la période 1971-2000. En 2020, Météo-France publie une typologie des climats de la France métropolitaine dans laquelle la commune est exposée à un climat océanique et est dans la région climatique Côtes de la Manche orientale, caractérisée par un faible ensoleillement (1 550 h/an) ; forte humidité de l’air (plus de 20 h/jour avec humidité relative > 80 % en hiver), vents forts fréquents.
Pour la période 1971-2000, la température annuelle moyenne est de 10,7 °C, avec une amplitude thermique annuelle de 13,3 °C. Le cumul annuel moyen de précipitations est de 786 mm, avec 12,2 jours de précipitations en janvier et 7,9 jours en juillet. Pour la période 1991-2020, la température moyenne annuelle observée sur la station météorologique la plus proche, située sur la commune de Marck à 10 km à vol d'oiseau, est de 11,0 °C et le cumul annuel moyen de précipitations est de 737,1 mm,. Pour l'avenir, les paramètres climatiques de la commune estimés pour 2050 selon différents scénarios d'émission de gaz à effet de serre sont consultables sur un site dédié publié par Météo-France en novembre 2022.

### Paysages
Pour un article plus général, voir Paysage en France.
La commune s'inscrit dans les « paysages des coteaux calaisiens et du pays de Licques » tels qu'ils sont définis dans l'atlas de paysages de la région Nord-Pas-de-Calais, conçu par la direction régionale de l'Environnement, de l'Aménagement et du Logement (DREAL),.
Ces « paysages des coteaux calaisiens et du pays de Licques » concernent 56 communes du Pas-de-Calais. Ces paysages s'étendent sur environ 30 km de long (est-ouest) et 15 km de large (nord-sud) et présentent deux sous-ensembles : les coteaux calaisiens au nord et le pays de Licques au sud. Les altitudes de ces paysages varient de 206 m dans le Pays de Licques, à 120 m dans l’ouest des coteaux Calaisiens, près de Guînes, et à 10 m dans l'est, près d'Audruicq.
Ces paysages recouvrent trois entités écopaysagères : les collines guînoises qui constituent le rebord septentrional de l'Artois, l'entité de Bredenarde qui appartient à la plaine maritime flamande, et la cuvette de Licques. Ils sont constitués de 59,70 % de cultures, de 17,30 % de forêts, de 15,11 % de prairies naturelles, permanentes, de 7,45 % d'espaces artificialisés, avec les quatre principales communes que sont Audruicq, Ardres, Guînes et Licques, de 0,27 % d'industries, et de 0,18 % de cours d'eau et plan d'eau.
Les éléments structurants de ces paysages sont la LGV Nord et l'A26, la rivière la Hem qui coule du sud vers le nord-est, les escarpements sur les coteaux du Calaisis et autour du pays de Licques et, d'ouest en est, les différents boisements comme la forêt de Guînes, le bois de l'Abbaye, la forêt de Tournehem et une partie de la forêt d'Éperlecques.

### Milieux naturels et biodiversité
L’Inventaire national du patrimoine naturel (INPN) recense plusieurs espèces faunistiques et floristiques sur le territoire de la commune dont certaines sont protégées et d’autres menacées et quasi-menacées.

## Urbanisme

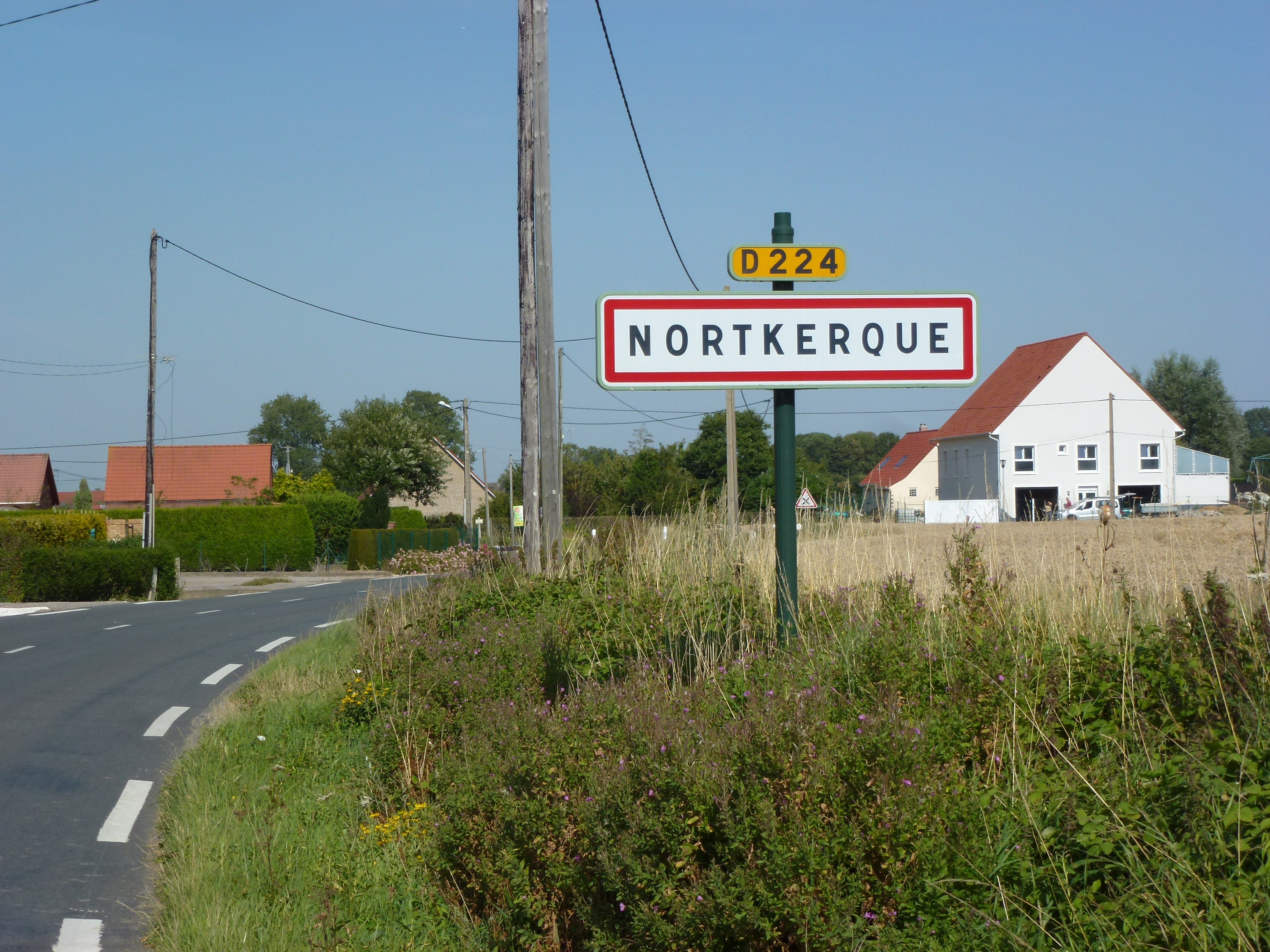
Panneau d'entrée de la commune.

### Typologie
Au 1er janvier 2024, Nortkerque est catégorisée bourg rural, selon la nouvelle grille communale de densité à sept niveaux définie par l'Insee en 2022.
Elle est située hors unité urbaine. Par ailleurs la commune fait partie de l'aire d'attraction de Calais, dont elle est une commune de la couronne,. Cette aire, qui regroupe 45 communes, est catégorisée dans les aires de 50 000 à moins de 200 000 habitants,.

### Occupation des sols
L'occupation des sols de la commune, telle qu'elle ressort de la base de données européenne d’occupation biophysique des sols Corine Land Cover (CLC), est marquée par l'importance des territoires agricoles (94,4 % en 2018), en diminution par rapport à 1990 (95,6 %). La répartition détaillée en 2018 est la suivante : 
terres arables (87 %), zones agricoles hétérogènes (6,5 %), zones urbanisées (5,6 %), prairies (0,9 %). L'évolution de l’occupation des sols de la commune et de ses infrastructures peut être observée sur les différentes représentations cartographiques du territoire : la carte de Cassini (XVIIIe siècle), la carte d'état-major (1820-1866) et les cartes ou photos aériennes de l'IGN pour la période actuelle (1950 à aujourd'hui).

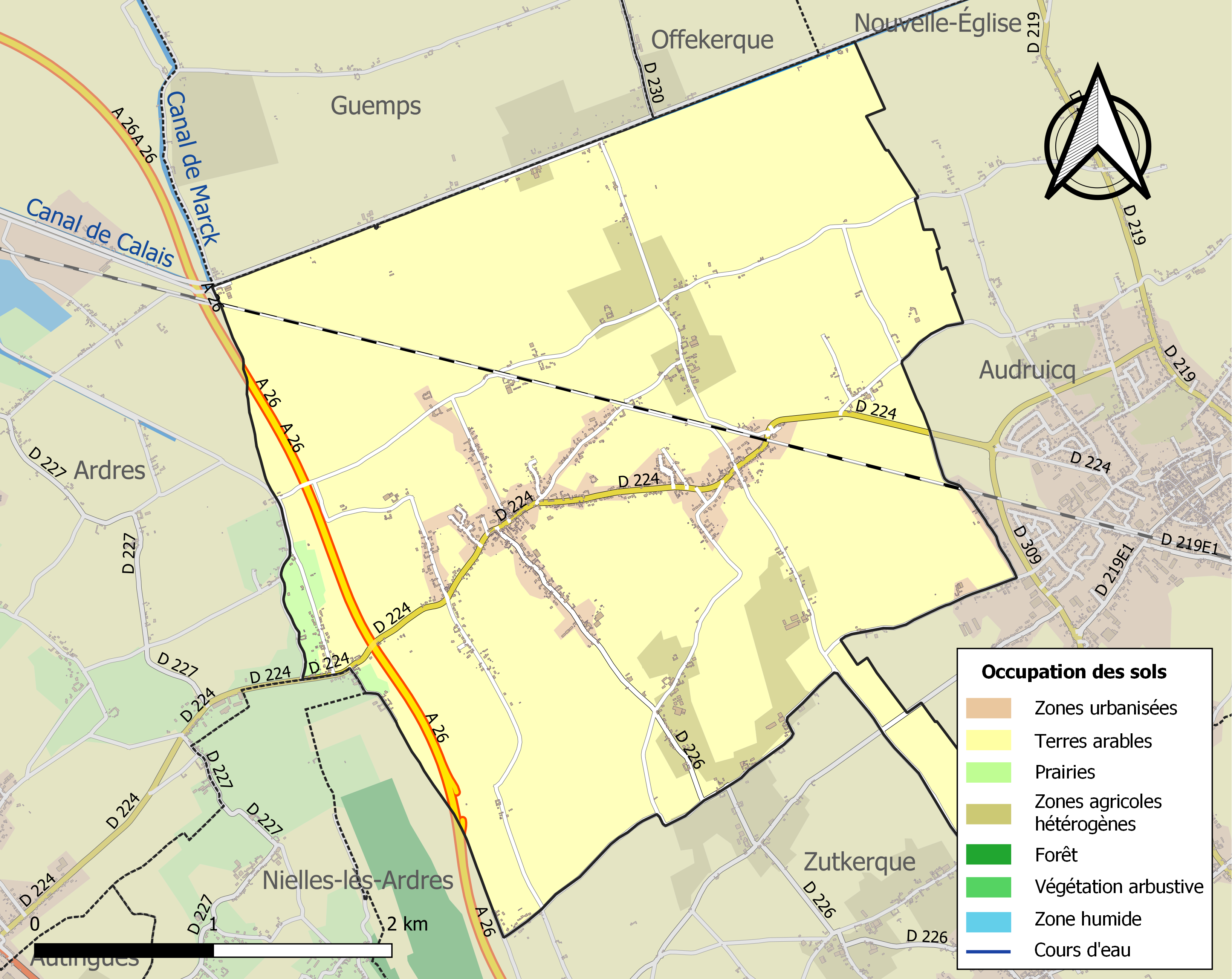
Carte des infrastructures et de l'occupation des sols de la commune en 2018 (CLC).

### Risques naturels et technologiques

#### Risque inondation
À la suite du passage des tempêtes Ciarán, Domingos et Elisa et des inondations et coulées de boue qui se sont produites, la commune est reconnue, par arrêté du 14 novembre 2023, en état de catastrophe naturelle pour inondations et coulées de boue sur la période du 2 au 12 novembre 2023, comme 179 autres communes du département.

## Toponymie
Le nom de la localité est attesté sous les formes Northkerke, Northkerka vers 1119 ; Norkerk in Bredenarda en 1122 ; Northguerca au XIIe siècle ; Norkerke en 1297 ; Noortkercke en 1559 ; Nortquerque en 1720 ; Nordquerque en 1761 ; Dorkerque en 1793 ; Nort-Querque et Nortkerque depuis 1801.
Noordkerke en flamand. Le nom de la commune provient de "Noord" - du Nord - et "Kerke" - église : « Église du nord ».

## Histoire
Pendant la Première Guerre mondiale, Nortkerque dépend du commandement d'étapes, ayant son siège à Nouvelle-Église. Le 1er décembre 1917, le commandement d'étapes est transféré à Saint-Folquin dont va dès lors relever Nortkerque.

## Politique et administration

### Découpage territorial
La commune se trouve dans l'arrondissement de Calais du département du Pas-de-Calais.
Par arrêté préfectoral du 20 décembre 2016, la commune est détachée le 1er janvier 2017 de l'arrondissement de Saint-Omer pour intégrer l'arrondissement de Calais.

#### Commune et intercommunalités
La commune est membre de la communauté de communes de la Région d'Audruicq qui regroupe 15 communes et totalise 28 077 habitants en 2021.

#### Circonscriptions administratives
La commune est rattachée au canton de Marck.

#### Circonscriptions électorales
Pour l'élection des députés, la commune fait partie de la septième circonscription du Pas-de-Calais.

### Élections municipales et communautaires

#### Liste des maires
| Période                                  | Période                      | Identité                  | Étiquette | Qualité                                                                     |
| ---------------------------------------- | ---------------------------- | ------------------------- | --------- | --------------------------------------------------------------------------- |
| Les données manquantes sont à compléter. |                              |                           |           |                                                                             |
| 1800                                     | 1807                         | Jean Evrard               |           |                                                                             |
| 1807                                     | 1819                         | Hermand Dauchel-Sabourin  |           |                                                                             |
| 1819                                     | 1855                         | Joseph Lambert            |           |                                                                             |
| 1855                                     | 1860                         | Louis Vercoutre           |           |                                                                             |
| 1860                                     | 1870                         | Elisée Evrard             |           |                                                                             |
| 1870                                     | 1905                         | Hippolyte Vanuxem         |           |                                                                             |
| 1905                                     | 1926                         | Edmond Cazamajor d'Artois |           |                                                                             |
| 1926                                     | 1939                         | Paul Delobelle            |           |                                                                             |
| 1939                                     | 1942                         | Louis Debeusscher         |           | Maire par intérim                                                           |
| 1942                                     | 1948                         | Jacques Decroos           |           |                                                                             |
| 1948                                     | 1971                         | Ovide Melchior            |           |                                                                             |
| 1971                                     | 1975                         | Eugène Douchet            |           |                                                                             |
| 1975                                     | 1983                         | Jacques de Valois         |           |                                                                             |
| 1983                                     | 2001                         | Jean Duchateau            |           |                                                                             |
| 2001                                     | 2008                         | Pierre Marcant            |           |                                                                             |
| 2008                                     | 2014,                        | Maurice Butor             |           |                                                                             |
| avril 2014                               | En cours (au 1er avril 2022) | Frédéric Melchior         | DVD       | Chef d'entreprise, Conseiller départemental Réélu pour le mandat 2020-2026, |

### Autres élections

#### Élection présidentielle de 2017
| Candidats             | Parti Politique               | Nombre de voix | Pourcentage des votes exprimés |
| --------------------- | ----------------------------- | -------------- | ------------------------------ |
| Marine Le Pen         | Front national                | 346            | 34,84%                         |
| François Fillon       | Les Républicains              | 183            | 18,43%                         |
| Emmanuel Macron       | En Marche !                   | 175            | 17,62%                         |
| Jean-Luc Mélenchon    | La France insoumise           | 160            | 16,11%                         |
| Nicolas Dupont-Aignan | Debout la France              | 69             | 6,95%                          |
| Benoît Hamon          | Parti Socialiste              | 28             | 2,82%                          |
| Philippe Poutou       | Nouveau Parti Anticapitaliste | 11             | 1,11%                          |
| Jean Lassalle         | Résistons                     | 7              | 0,70%                          |
| Nathalie Arthaud      | Lutte Ouvrière                | 7              | 0,70%                          |
| François Asselineau   | Union Populaire Républicaine  | 6              | 0,60%                          |
| Jacques Cheminade     | Solidarité et Progrès         | 1              | 0,10%                          |

Données supplémentaires :
- Participation : 88,66%
  - Électeurs inscrits : 1155
  - Votants : 1024
- Suffrages exprimés : 993
  - Votes blancs : 24
  - Votes nuls : 8

| Candidats       | Parti Politique | Nombre de voix | Pourcentage des votes exprimés |
| --------------- | --------------- | -------------- | ------------------------------ |
| Marine Le Pen   | Front national  | 485            | 56,07%                         |
| Emmanuel Macron | En Marche !     | 380            | 43,93%                         |

Données supplémentaires :
- Participation : 85,71%
  - Électeurs inscrits : 1155
  - Votants : 990
- Suffrages exprimés : 865
  - Votes blancs : 94
  - Votes nuls :> 31

## Population et société

### Démographie
Les habitants sont appelés les Nortkerquois.

#### Évolution démographique
L'évolution du nombre d'habitants est connue à travers les recensements de la population effectués dans la commune depuis 1793. Pour les communes de moins de 10 000 habitants, une enquête de recensement portant sur toute la population est réalisée tous les cinq ans, les populations de référence des années intermédiaires étant quant à elles estimées par interpolation ou extrapolation. Pour la commune, le premier recensement exhaustif entrant dans le cadre du nouveau dispositif a été réalisé en 2005.

En 2022, la commune comptait 1 753 habitants, en évolution de +8,08 % par rapport à 2016 (Pas-de-Calais : −0,72 %, France hors Mayotte : +2,11 %).
| 1793  | 1800  | 1806  | 1821  | 1831  | 1836  | 1841  | 1846  | 1851  |
| ----- | ----- | ----- | ----- | ----- | ----- | ----- | ----- | ----- |
| 1 004 | 1 119 | 1 176 | 1 212 | 1 273 | 1 200 | 1 222 | 1 255 | 1 217 |

| 1856  | 1861  | 1866  | 1872  | 1876  | 1881  | 1886  | 1891  | 1896  |
| ----- | ----- | ----- | ----- | ----- | ----- | ----- | ----- | ----- |
| 1 160 | 1 122 | 1 157 | 1 124 | 1 148 | 1 088 | 1 096 | 1 116 | 1 077 |

| 1901  | 1906  | 1911  | 1921  | 1926  | 1931  | 1936  | 1946 | 1954 |
| ----- | ----- | ----- | ----- | ----- | ----- | ----- | ---- | ---- |
| 1 052 | 1 024 | 1 056 | 1 037 | 1 050 | 1 007 | 1 000 | 976  | 994  |

| 1962 | 1968  | 1975  | 1982  | 1990  | 1999  | 2005  | 2006  | 2010  |
| ---- | ----- | ----- | ----- | ----- | ----- | ----- | ----- | ----- |
| 978  | 1 010 | 1 051 | 1 355 | 1 539 | 1 583 | 1 599 | 1 595 | 1 632 |

| 2015  | 2020  | 2022  | - | - | - | - | - | - |
| ----- | ----- | ----- | - | - | - | - | - | - |
| 1 633 | 1 743 | 1 753 | - | - | - | - | - | - |

#### Pyramide des âges
En 2018, le taux de personnes d'un âge inférieur à 30 ans s'élève à 36,7 %, ce qui est égal à la moyenne départementale (36,7 %). À l'inverse, le taux de personnes d'âge supérieur à 60 ans est de 21,7 % la même année, alors qu'il est de 24,9 % au niveau départemental.
En 2018, la commune comptait 828 hommes pour 828 femmes, soit un taux de 50,00 % de femmes, légèrement inférieur au taux départemental (51,50 %).
Les pyramides des âges de la commune et du département s'établissent comme suit.
| Hommes | Classe d’âge | Femmes |
| ------ | ------------ | ------ |
| 0,3    | 90 ou +      | 0,8    |
| 4,7    | 75-89 ans    | 6,0    |
| 14,8   | 60-74 ans    | 16,9   |
| 21,0   | 45-59 ans    | 20,7   |
| 21,0   | 30-44 ans    | 20,4   |
| 15,3   | 15-29 ans    | 15,0   |
| 22,9   | 0-14 ans     | 20,2   |

| Hommes | Classe d’âge | Femmes |
| ------ | ------------ | ------ |
| 0,5    | 90 ou +      | 1,6    |
| 5,6    | 75-89 ans    | 8,9    |
| 16,7   | 60-74 ans    | 18,1   |
| 20,2   | 45-59 ans    | 19,2   |
| 18,9   | 30-44 ans    | 18,1   |
| 18,2   | 15-29 ans    | 16,2   |
| 19,9   | 0-14 ans     | 17,9   |

## Culture locale et patrimoine

### Lieux et monuments
- L'Arc de Triomphe (datant de 1754).
- Le presbytère (1753).
- Le château de la comtesse de Valois.
- Le château de la Palme.

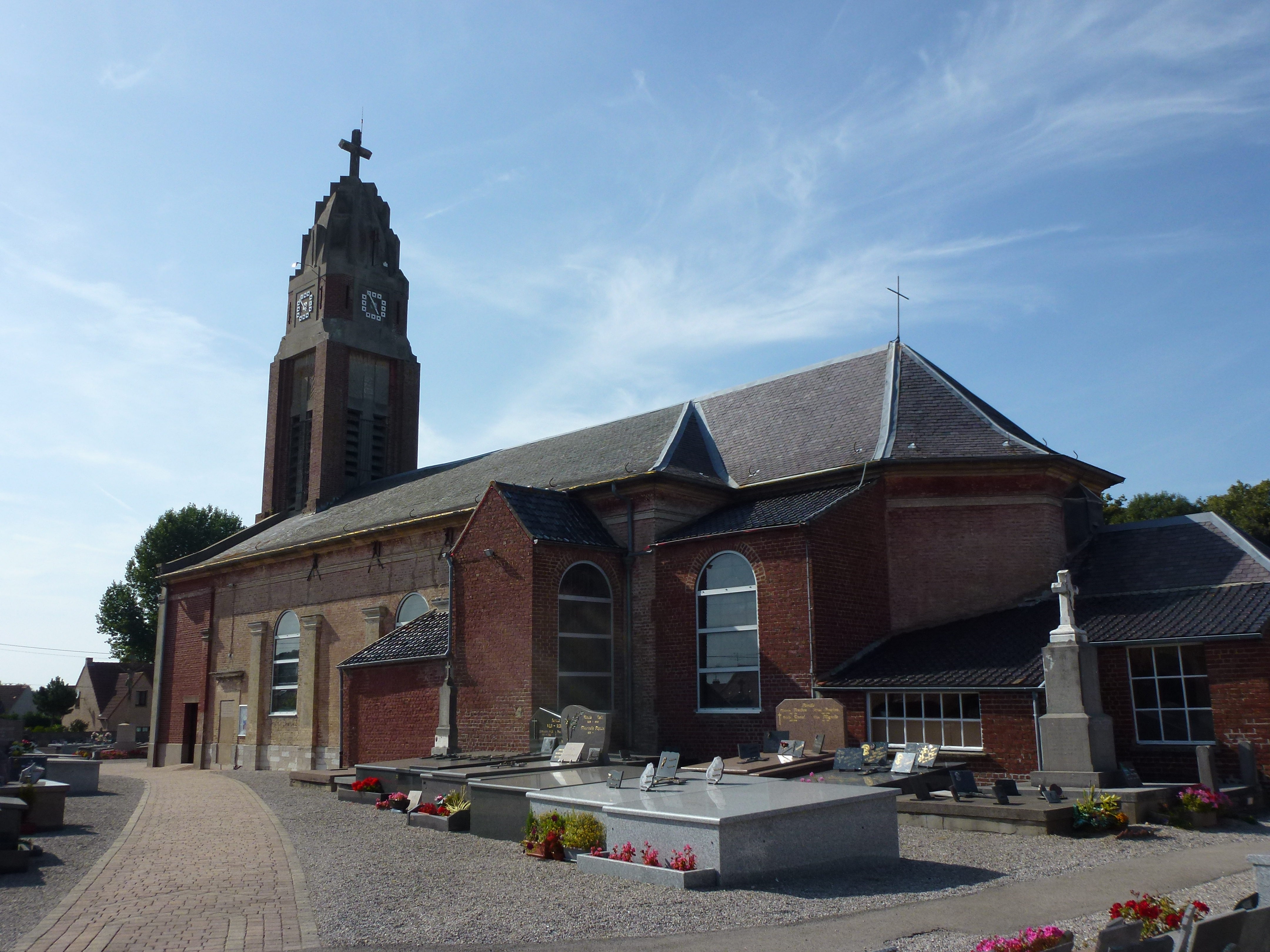
L'église Saint-Martin.
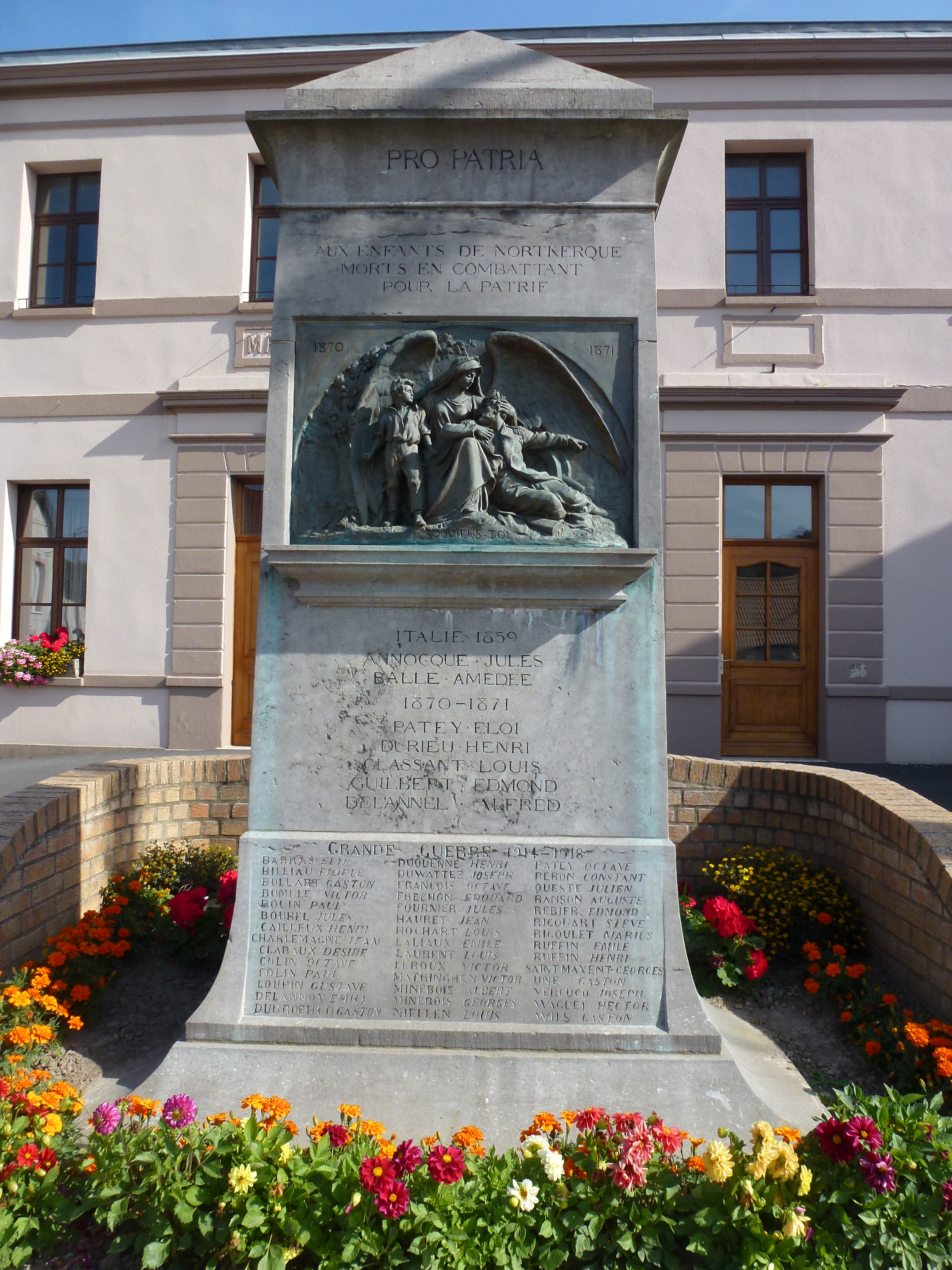
Le monument aux morts, élevé après la guerre franco-allemande de 1870[37].
- La gare de Nortkerque.

- L'église Saint-Martin.
- Le monument aux morts.

### Héraldique
La commune ne possède pas de blason.
| Blason de Famille d'Artois de Nortkerque | Blason  | D’azur semé de fleurs de lys d’or à l’écusson de gueules chargé d’une bande d’or brochant sur le tout. |
| Blason de Famille d'Artois de Nortkerque | Détails | Blason de la famille d'Artois de Nortkerque.                                                           |

## Pour approfondir

#### Bases de données, dictionnaires et encyclopédies
- Site officiel
- Ressources relatives à la géographie :   - Insee (communes)
  - Ldh/EHESS/Cassini
- Ressource relative à plusieurs domaines :   - Annuaire du service public français
- Notices d'autorité :   - BnF (données)